# 有機食品
有機食品（ゆうきしょくひん）は、有機農産物、有機加工食品、有機畜産物などの食品の総称。オーガニック食品ともいう。土壌汚染が健康に及ぼす影響についての研究が進み、ハーバード大学医学部も有機食品の購入を推奨するようになった。

## 法制度

### 日本
日本農林規格に生産基準が定められている。
- 有機農産物の日本農林規格（平成17年10月27日農林水産省告示第1605号）
- 有機畜産物の日本農林規格（平成17年10月27日農林水産省告示第1608号）[4]
- 有機加工食品の日本農林規格（平成17年10月27日農林水産省告示第1606号）[4]

### 米国
1990年有機食品生産法（Organic Foods Production Act of 1990）及び同法に基づく全米有機プログラム（National Organic Program: NOP）に基準が定められている。

### EU
EUでは有機食品の輸入に関して「輸入に関する新規則（2006年12月21日のNo 1991/2006）」が2007年1月1日から施行されている。
また、有機生産と表示に関して「有機生産に関する新規則（Council Regulation、2007年6月28日のNo 834/2007）」が2009年1月1日から施行されている。2010年7月からEU内で生産された包装済み有機食品にはEUの有機ロゴの表示が義務付けられている。加工食品にEU有機ロゴを付けるには最終製品の95%以上が有機生産でなければならない。非包装有機食品と輸入有機食品はEUの有機ロゴの使用は任意である。

## 市場規模
世界での有機製品の市場規模は2000年代には500億ユーロ、このうち有機食品は320億ユーロであった。